# Liste der Naturdenkmale in Serrig
Die Liste der Naturdenkmale in Serrig nennt die im Gemeindegebiet von Serrig ausgewiesenen Naturdenkmale (Stand 3. Juni 2024).

## Ehemalige Naturdenkmale
| Nr. | Bezeichnung | Lage                               | Beschreibung                               | Bild                                    |
| --- | ----------- | ---------------------------------- | ------------------------------------------ | --------------------------------------- |
|     | Stieleiche  | Hauptstraße, auf dem Friedhof Lage | Quercus robur; Rechtsverordnung aufgehoben | Direkt Bild zu diesem Denkmal hochladen |